# DeDee Nathan
Le Shundra « DeDee » Nathan, née le 20 avril 1968 à Birmingham en Alabama, est une athlète américaine, pratiquant l'heptathlon et le pentathlon.

## Palmarès

### Jeux olympiques d'été
- Jeux olympiques d'été de 2000 à Sydney ( Australie)
  - 9e à l'heptathlon

### Championnats du monde d'athlétisme
- Championnats du monde d'athlétisme de 1993 à Stuttgart ( Allemagne)
  - 17e à l'heptathlon
- Championnats du monde d'athlétisme de 1995 à Göteborg ( Suède)
  - 8e à l'heptathlon
- Championnats du monde d'athlétisme de 1997 à Athènes ( Grèce)
  - 7e à l'heptathlon
- Championnats du monde d'athlétisme de 2001 à Edmonton ( Canada)
  - 7e à l'heptathlon

### Championnats du monde d'athlétisme en salle
- Championnats du monde d'athlétisme en salle de 1993 à Toronto ( Canada)
  - 8e au pentathlon
- Championnats du monde d'athlétisme en salle de 1997 à Paris ( France)
  - 7e au pentathlon
- Championnats du monde d'athlétisme en salle de 1999 à Maebashi ( Japon)
  -  Médaille d'or au pentathlon

### Jeux panaméricains
- Jeux Panaméricains de 1991 à La Havane ( Cuba)
  -  Médaille d'or à l'heptathlon
- Jeux Panaméricains de 1995 à Mar del Plata ( Argentine)
  -  Médaille de bronze à l'heptathlon